# Samoa en la Copa Mundial de Rugby de 2003
La Selección de rugby de Samoa fue uno de los 20 participantes de la Copa Mundial de Rugby de 2003 que se realizó en Australia.
Fue la cuarta participación de Manu Samoa en la Copa Mundial de Rugby.

## Plantel
| Nombre                | Posición       | Club                      |
| --------------------- | -------------- | ------------------------- |
| Jonathan Meredith     | hooker         | Auckland                  |
| Mahonri Schwalger     | hooker         | Hawke's Bay               |
| Simon Lemalu          | pilar          | Otahuhu RFC               |
| Kas Lealamanua        | pilar          | Wellington                |
| Tamato Leupolu        | pilar          | Auckland                  |
| Jeremy Tomuli         | pilar          | Colomiers                 |
| Leo Lafaiali'i        | segunda línea  | Sanyo Wild Knights        |
| Opeta Palepoi         | segunda línea  | Exeter Chiefs             |
| Michael von Dincklage | segunda línea  | Waitemata                 |
| Maurie Fa'asavalu     | ala            | Marist St. Joseph         |
| Des Tuiavi'i          | ala            | Rotherham                 |
| Patrick Segi          | ala            | Auckland                  |
| Siaosi Vaili          | ala            | Exeter Chiefs             |
| Peter Poulos          | ala            | NTT DoCoMo Red Hurricanes |
| Semo Sititi           | Número 8       | Border Reivers            |
| Kitiona Viliamu       | Número 8       | Counties Manukau          |
| Henry Tuilagi         | Número 8       | Leicester Tigers          |
| John Senio            | medio scrum    | Waitemata                 |
| Steven So'oialo       | medio scrum    | Orrell                    |
| Denning Tyrell        | medio scrum    | Taranaki                  |
| Tanner Vili           | medio apertura | Border Reivers            |
| Fa'atonu Fili         | medio apertura | Wellington                |
| Terry Fanolua         | centro         | Gloucester                |
| Brian Lima            | centro         | Secom Rugguts             |
| Dale Rasmussen        | centro         | Ponsonby RFC              |
| Romi Ropati           | wing           | Toyota Verblitz           |
| Lome Fa'atau          | Wing           | Hurricanes                |
| Ron Fanuatanu         | Wing           | Marist St. Joseph         |
| Sailosi Tagicakibau   | Wing           | Papakura                  |
| Dominic Fe'aunati     | wing           | Wellington                |
| Earl Va'a             | zaguero        | Wellington                |

## Participación

### Grupo C
| Equipo     | Gan. | Emp. | Per. | A favor | En contra | Extra | Puntos |
| ---------- | ---- | ---- | ---- | ------- | --------- | ----- | ------ |
| Inglaterra | 4    | 0    | 0    | 255     | 47        | 3     | 19     |
| Sudáfrica  | 3    | 0    | 1    | 184     | 60        | 3     | 15     |
| Samoa      | 2    | 0    | 2    | 138     | 117       | 2     | 10     |
| Uruguay    | 1    | 0    | 3    | 56      | 255       | 0     | 4      |
| Georgia    | 0    | 0    | 4    | 46      | 200       | 0     | 0      |
| 15 de octubre | Samoa | 60 - 13 | Uruguay | Subiaco Oval, Perth |  |

| 19 de octubre | Samoa | 46 - 9 | Georgia | Subiaco Oval, Perth |  |

| 26 de octubre | Inglaterra | 35 - 22 | Samoa | Telstra Dome, Melbourne |  |

| 1 de noviembre | Sudáfrica | 60 - 10 | Samoa | Suncorp Stadium, Brisbane |  |